# Lijst van afleveringen van Heroes

Heroes

Dit is een overzicht van de verschillende episodes van de Amerikaanse televisieserie Heroes.
- Lijst van afleveringen van Heroes (seizoen 1)
- Lijst van afleveringen van Heroes (seizoen 2)
- Lijst van afleveringen van Heroes (seizoen 3)
- Lijst van afleveringen van Heroes (seizoen 4)

Genesis · Don't Look Back · One Giant Leap · Collision · Hiros · Better Halves · Nothing to Hide · Seven Minutes to Midnight · Homecoming · Six Months Ago · Fallout · Godsend · The Fix · Distractions · Run! · Unexpected · Company Man · Parasite · .07% · Five Years Gone · The Hard Part · Landslide · How to Stop an Exploding Man
The Second Coming · The Butterfly Effect · One of Us, One of Them · I Am Become Death · Angels And Monsters · Dying Of The Light · Eris Quod sum · Villains · It's Coming · The Eclipse - Part 1 · The Eclipse - Part 2 · Our Father · Dual · A Clear and Present Danger · Trust and Blood · Building 26 · Cold Wars · Exposed · Shades of Gray · Cold Snap · Into Asylum · Turn and Face the Stranger · 1961 · I am Sylar · An Invisible Thread